# Michael Oakes
Michael Oakes, född 30 oktober 1973 i Northwich, England, är en engelsk fotbollsmålvakt. Mellan 1999 och 2007 spelade han för Wolverhampton Wanderers FC. Han avslutade sin tid som aktiv fotbollsspelare med ett ettårskontrakt i Cardiff City 2008. Han började därefter som målvaktstränare och assisterande manager i den walesisk fotbollsklubben Wrexham AFC.